# Янчевский, Эдуард Франц
Эдуард Франц Янчевский (Глинка-Янчевский) (пол. Edward Franciszek Janczewski-Glinka, 14 декабря 1846, Блинструбишки Россиенского уезда Ковенской губернии — 1918, Краков) — ботаник.

## Путь в науке
В 1857 году поступил в Виленскую гимназию, которую окончил в 1862 году с серебряной медалью. Высшее образование начал в краковском Ягеллонском университете в 1862 году, а затем, после перерыва, продолжал с 1864 по 1868 год в Санкт-Петербургском, где и окончил курс со степенью кандидата естественных наук.
С 1869 до 1871 года работал в лаборатории профессора А. де Бари в Галле, где в 1872 году получил степень доктора философии.
В 1873 году был утверждён приват-доцентом ботаники в Ягеллонском университете, в 1875 году назначен экстраординарным, в 1887 году ординарным профессором анатомии и физиологии растений. В 1888—1889 годах был деканом философского факультета, а в 1901—1902 годах ректором Ягеллонского университета. Работал в университете до 1913 года.
Был членом Польской академии знаний в Кракове, Национального академического общества Шербура, Эдинбургского ботанического общества и Французской академии наук.
Был директором ботанического сада, в котором собрал обширную коллекцию видов смородины.
Гербарий Янчевского включал растения Европы, Азии, Северной и Южной Америки. Многие образцы он собирал сам, иные получил в обмен со всего света из ботанических садов, других гербариев и от коллег.
Янчевский был председателем краковского Общества садоводства. В 1879 в Кракове издал описание опытов по садоводству, произведённых в поместье Янчевских в селе Блинструбишки Ковенской губернии, известном образцовым ведением садов.
С 1888 до 1898 года опубликовал ряд работ о прорастании, анатомии и гибридах рода Ветреница (Anemone), а с 1900 до 1904 года — о классификации и гибридах рода Смородина (Ribes). Кроме того, много работ Янчевского по микологии, альгологии, анатомии растений, помологии помещены в различных ботанических журналах.

## Признание
В знак признания научных заслуг Янчевского немецкий ботаник Г. Сольмс-Лаубах в 1877 году назвал одну из красных водорослей Янчевския (Janczewskia Solms). Его именем названы также семь видов растений.
В 1906 году за труд Monographie des groseilliers Ribes L. Янчевский был награждён швейцарским Обществом физики и естественной истории Женевы научной премией О. П. Декандоля.

## Научные труды
- Vergleichende Untersuchungen über das Archegonium (1872)
- Le parasitisme du Nostoc Lichenoides (1872)
- Recherches sur les Porphyria (1872)
- Accroissement terminal des racines et développement des radicelles (1874)
- O rurkach sitkowych w korzeniach (1874)
- Poszukiwania nad wzrostem wierzchołkowym korzeni roślin okrytoziarnowych (1874)
- Rozwój pączka u skrzypów (1876)
- Recherches sur les tubes cribreux (1881)
- Zawilec. Anemone. Studyum morfologiczne (1892—1896, 4 тома)
- Le Cladosporium herbarum (1894)
- Trzy metody hodowli drzew owocowych (1896)
- Głownie zbożowe na Żmujdzi (1897)
- Species generis ribes (1905—1906, 3 тома)
- Monographie des groseilliers Ribes L. (Geneve, 1906) — обобщающая работа по роду Смородина; в этой монографии Янчевский описал 133 вида и 21 гибрид смородины, что, по его мнению, составляло во время написания работы примерно половину видов и гибридов рода. Многие виды были описаны им впервые в мировой практике. Этот труд долгое время был самым глубоким из посвящённых роду Смородина.